# Elli Mosayebi
Elli Mosayebi (* 1977 in Teheran) ist eine Schweizer Architektin und Universitätsprofessorin.

## Werdegang
Elli Mosayebi studierte von 1997 bis 2003 Architektur an der ETH Zürich und diplomierte dort bei Andrea Deplazes. 2004 gründete sie mit zusammen Ron Edelaar und Christian Inderbitzin das Architekturbüro EMI Architekt*innen in Zürich. Zwischen 2007 und 2014 arbeitete sie an ihrer Dissertation Konstruktionen von Ambiente. Wohnungsbau des Mailänder Architekten Luigi Caccia Dominioni, 1945-1970, gefördert vom Schweizerischen Nationalfonds. Im Rahmen ihrer Forschungstätigkeit verbrachte sie 2008 bis 2009 einen Forschungsaufenthalt bei K. Michael Hays an der Graduate School of Design der Harvard University. 2014 wurde sie in den Bund Schweizer Architektinnen und Architekten aufgenommen
Sie lehrte als wissenschaftliche Assistentin bei Ákos Moravánszky am Lehrstuhl für Architekturtheorie am Institut für Geschichte und Theorie der Architektur der ETH Zürich (2004–2008), als ordentliche Professorin für Entwerfen und Wohnen an der TU Darmstadt (2012–2018), als Gastdozentin zusammen mit Ron Edelaar, Christian Inderbitzin und in Zusammenarbeit mit der Künstlerin Shirana Shahbazi an der ETH Zürich (2017) und seit 2018 als ausserordentliche Professorin und seit 2021 als ordentliche Professorin für Architektur und Entwurf an der ETH Zürich. Ihr Fokus liegt insbesondere auf dem europäischen Wohnungsbau seit 1945 und dem gegenwärtigen Wandel des Wohnens, wobei sich ihre Arbeit durch die enge Verbindung von Praxis, Forschung und Lehre auszeichnet. Ihre Beschäftigung mit dem Wohnen auf kleinem Raum im Rahmen des an der ETH durchgeführten Forschungsprojekts Vacancy – No Vacancy (2019–2021) diente als Entwurfsgrundlage für das Performative Haus an der Stampfenbachstrasse in Zürich (EMI Architekt*innen, 2018–2022).

## Auszeichnungen und Preise
- 2023: DAM Architectural Book Award für The Renewal of Dwelling[9]
- 2022: Die Besten[10] für Wohnhaus Stampfenbachstrasse, Performatives Haus[11]
- 2022: Winner Arc Award, Klangkleid[12], Pavillon für FrauMünsterhof 2021 anlässlich des 50-jährigen Frauenstimmrechts der Schweiz gemeinsam mit Créatrices.ch.[13]
- 2021: "Könnten wir nicht viel stärker mit den Jahreszeiten leben?", Interview mit Matthias Daum, Zeit Magazin.[14]
- 2019: Swiss Art Award1[15]
- 2005: Ernst-Schindler-Reisestipendium nach Südengland zum Thema «The Picturesque»